# Georg Remak
Georg Remak (* 19. Juli 1890 in Berlin; † 24. August 1979 in München) war ein deutscher Jurist. Er war 1945 Vierter Vizepräsident und Leiter des Gerichtswesens der Provinzialregierung Mark Brandenburg sowie Oberbundesanwalt.

## Leben
Remak, Sohn des jüdischen Professors Ernst Remak, besuchte ein Humanistisches Gymnasium und studierte anschließend Rechtswissenschaften. Nach Ablegung des ersten juristischen Staatsexamens war er zunächst Referendar im Kammergerichtsbezirk. 1919 wurde er Gerichtsassessor, ab 1920 war er zunächst als Hilfsarbeiter im Preußischen Finanzministerium tätig. Nach Beförderungen zum Finanzrat und Oberfinanzrat wurde  Remak 1926 als Oberregierungsrat in die Preußische Allgemeine Verwaltung übernommen. Von 1930 bis 1932 war er als Kommunaldezernent in Königsberg und ab 1932 bei der Regierung Oppeln/Oberschlesien tätig. Aus politischen Gründen wurde Remak 1935 pensioniert und zeitweilig zu niederen Arbeiten zwangsverpflichtet. Am 15. Januar 1944 tauchte Remak, der getauft und in einer sogenannten Mischehe verheiratet war, vor seiner drohenden Verhaftung unter. Er fand Unterschlupf unter anderem bei Ruth und Agnes Wendland sowie Maria Gräfin von Maltzan.
Nach Ende des Zweiten Weltkrieges war Remak von Juli bis September 1945 Vierter Vizepräsident in der Provinzialregierung Mark Brandenburg, zuständig für Justiz und Gesundheit (Kabinett Steinhoff (Brandenburg) I). Da Remak die Unterschrift unter die Bodenreformverordnung verweigerte, wurde er von Frank Schleusener abgelöst. Ende 1945 wurde Remak zum Verwaltungsgerichtsdirektor des Stadtverwaltungsgerichts Berlin-Tempelhof ernannt. Nach fünfjähriger Tätigkeit übernahm er 1951 den Vorsitz eines Senats des Oberverwaltungsgerichts Berlin. 1953 wurde er als Bundesrichter an das Bundesverwaltungsgericht in Berlin berufen. Ein Jahr später erfolgte seine Ernennung zum Oberbundesanwalt beim Bundesverwaltungsgericht. 1956 wurde er pensioniert.
Georgs älterer Bruder, der Mathematiker Robert Remak, wurde 1942 im KZ Auschwitz ermordet.